# Mystus pelusius
Mystus pelusius är en fiskart som först beskrevs av Solander, 1794.  Mystus pelusius ingår i släktet Mystus och familjen Bagridae. Inga underarter finns listade i Catalogue of Life.